# Marsel Efroimski
Marsel Efroimski (hebräisch מרסל אפרוימסקי; * 13. Februar 1995 in Israel) ist eine israelische Schachspielerin.

## Leben
Marsel Efroimski, deren Eltern aus der Sowjetunion stammen, wuchs in Kfar Saba auf. Sie trat dort im Alter von sieben Jahren in den örtlichen Schachverein ein. Sie besucht die Shevah-Mofet-High-School in Tel Aviv. An der dort angeschlossenen Schachakademie wird sie von Großmeister Oleksandr Chusman trainiert. Vorher war ihr Trainer der FIDE-Meister Igor Nor.

## Erfolge
Weltmeisterschaften der weiblichen Jugend gewann sie 2007 in der Altersklasse U12 und 2009 in der Altersklasse U14. Beide Weltmeisterschaften fanden in Kemer statt. 2009 in Fermo wurde sie auch U14-Europameisterin der Mädchen. Für die israelische Frauennationalmannschaft spielte sie bei den Schacholympiaden 2008 in Dresden und 2010 Chanty-Mansijsk jeweils am Reservebrett sowie bei den Schacholympiaden 2012 in Istanbul und 2016 in Baku jeweils am zweiten Brett. Bei der Mannschaftseuropameisterschaft der Frauen 2013 in Warschau spielte sie am ersten Brett, nachdem sie bei der Mannschaftseuropameisterschaft 2011 der Frauen in Porto Carras noch am dritten Brett gespielt hatte.
Für Rischon Le-Zion spielte sie bei den European Club Cups der Frauen 2012, 2014 und 2015 jeweils am Spitzenbrett.
Im Juni 2011 erhielt sie den Titel Internationaler Meister der Frauen (WIM). Die dafür notwendigen Normen erzielte sie alle mit Übererfüllung. Die erste Norm erzielte sie bei einem Turnier in Kfar Saba im Juli 2010, die zweite in der Meistergruppe des 43. Schachfestivals in Biel/Bienne im Juli 2010 und die abschließende in der A-Gruppe des Opens in Zagreb im April 2011.
Seit September 2016 trägt Efroimski den Titel Großmeister der Frauen (WGM), die erforderlichen Normen erfüllte sie im Juli 2013 bei einem IM-Turnier in Jerusalem, im August 2014 bei einem IM-Turnier in Olmütz und im Juni 2016 beim Gyula-Sax-Memorial in Zalakaros. Diese drei Normen waren alle auch Normen für den Titel eines Internationalen Meisters (IM), so dass Efroimski gleichzeitig zum IM ernannt wurde unter der Bedingung, dass sie eine Elo-Zahl von mindestens 2400 erreicht. Dies gelang ihr im Juli 2021.
Mit ihrer höchsten Elo-Zahl von 2470 im November 2022 führte sie die israelische Elo-Rangliste der Frauen an.